# 스가타 마사히로
스가타 마사히로(일본어: 菅田 真啓, 1997년 6월 28일~)는 일본의 축구 선수이다.

## 구단 경력
그는 2020년 J3리그의 로아소 구마모토에 입단했다. 2021년 J3리그 우승으로 J2리그로 승격했다. 2022년까지 87경기에 출전하여, 5득점을 넣었다. 2023년 베갈타 센다이로 이적했다.